# Xã Silver Creek, Quận Randolph, Missouri
Xã Silver Creek (tiếng Anh: Silver Creek Township) là một xã thuộc quận Randolph, tiểu bang Missouri, Hoa Kỳ. Năm 2010, dân số của xã này là 327 người.